# Autobahnmoräne
Die Autobahnmoräne ist eine Moräne westlich der Bowers Mountains im ostantarktischen Viktorialand. Sie liegt südwestlich des Mount Gow und westlich des Mount Nagata im Lauf des Rennick-Gletschers.
Wissenschaftler der deutschen Expedition GANOVEX I (1979–1980) nahmen ihre deskriptive Benennung vor.